# Orlin Vallecillo
Orlin Jared Vallecillo Paguada (Sonaguera, 1º giugno 1983) è un calciatore honduregno, portiere del Social Sol e della Nazionale honduregna.

## Carriera

### Club
Comincia a giocare al Marathón. Nel 2005 si trasferisce all'Hispano. Nel 2006 passa al Real España. Nel 2008 viene acquistato dal Real Juventud. Nel gennaio 2010 si trasferisce al Marathón. Nel 2011 passa al Victoria. Nel 2013 viene acquistato dall'Honduras Progreso. Nel 2015 si accasa al Vida. Nel 2016 viene acquistato dal Social Sol.

### Nazionale
Ha debuttato in Nazionale il 27 marzo 2007, nell'amichevole Honduras-El Salvador (2-0). Ha partecipato, con la Nazionale, alla Gold Cup 2007, alla Gold Cup 2011 e alla Gold Cup 2015.